# Just an Illusion (BZN-Lied)
Just an Illusion ist ein Song der niederländischen Band BZN  aus dem Jahr 1983. Die Single schaffte es neun Wochen lang in die niederländischen Top 40 Single-Charts, wo sie bis auf den dritten Platz kletterte. Damit war es der siebte Top-5-Hit in Folge von BZN, aber auch die letzte Single der Gruppe, die es je in die Top-5 der Single-Charts schaffte.

## Just an Illusion (1983)
In dem Song ist der Sänger Jan Keizer zusammen mit Jack Veerman am Schlagzeug zu hören. Dies gibt den charakteristischen doppelten Drum-Sound. Just an Illusion ist auch die vorletzte Single, die Anny Schilder mit der Band aufgenommen hat. Die Texte des Liedes scheinen perfekt zu ihr zu passen, denn während dieser Zeit hatte sie selbst Schwierigkeiten, das Leben als Sängerin im Rampenlicht und in der Mutterschaft zu verbinden. Aus diesem Grund zog sich Schilder 1984 aus der Band zurück und wurde durch Carola Smit ersetzt. Eine Live-Version, auf der Carola Smit den Song singt, ist auf dem Album BZN – 20 Jahre LIVE zu hören.

### Chartplatzierung für die Version von BZN
| Jahr | Titel Album              | Höchstplatzierung, Gesamtwochen, AuszeichnungChartplatzierungen (Jahr, Titel, Album, Platzierungen, Wochen, Auszeichnungen, Anmerkungen) | Höchstplatzierung, Gesamtwochen, AuszeichnungChartplatzierungen (Jahr, Titel, Album, Platzierungen, Wochen, Auszeichnungen, Anmerkungen) | Anmerkungen                         |
| Jahr | Titel Album              | NL | BE | Anmerkungen                         |
| ---- | ------------------------ | --- | --- | ----------------------------------- |
| 1983 | Just an Illusion Mercury | NL3 (10 Wo.)NL | BE9 (7 Wo.)BE | Erstveröffentlichung: 12. März 1983 |

## Just an Illusion (2015)
Im Jahr 2015 trat die Singer-Songwriterin Julia Zahra zusammen mit Jan Keizer von BZN in dem niederländischen TV-Format Beste Zangers auf. In der zweiten Show, die Jan Keizers Karriere gewidmet war, interpretierte Julia Zahra – die spätere Gesamtsiegerin der TV-Show –  den BZN Klassiker aus dem Jahr 1983 völlig neu. Mit ihrer auf einer Akustikgitarre vorgetragene Version von Just an Illusion schaffte sie es über Nacht an die Spitze der niederländischen iTunes-Charts und landet einen beachtlichen Charterfolg in den Niederlanden. Im Folgejahr 2016 erlangte der Song in der Version von Julia Zahra Down Under Bekanntheit: im ganzen südpazifischen Raum schaffte sie es damit in die Charts. Auf den Fidschi-Inseln stand Julia Zahra mit Just an Illusion über Wochen auf Platz 1 der Single-Charts. In Norwegen erreichte die Single im Sommer 2016 kurzzeitig die Top 10 der iTunes-Charts. Ihre Version von Just an Illusion wurde auch von Radiosendern in Los Angeles, San Francisco und auch in Kanada gespielt. Seither ist Just an Illusion in ganz vielen Regionen dieser Welt überaus populär: Über 30 Millionen Streams des Songs auf YouTube (Stand: Oktober 2023) und ebenso Millionen Streams für den Reggae-Remix sowie hunderte, vielleicht sogar tausende Coverversionen auf Youtube.

### Chartplatzierung für die Version von Julia Zahra
| Jahr | Titel Album                        | Höchstplatzierung, Gesamtwochen, AuszeichnungChartsChartplatzierungen (Jahr, Titel, Album, Platzierungen, Wochen, Auszeichnungen, Anmerkungen) | Anmerkungen                                                                          |
| Jahr | Titel Album                        | NL | Anmerkungen                                                                          |
| ---- | ---------------------------------- | --- | ------------------------------------------------------------------------------------ |
| 2015 | Just an Illusion Cornelis Music BV | NL60 (2 Wo.)NL | Erstveröffentlichung: 27. Juni 2015 sowie Platz #1 der iTunes Charts NL, FIJ und NAM |

### Beste Zangers Live (2022)
Am 13. und 14. Mai 2022 stand Julia Zahra bei der ersten Ausgabe von Beste Zangers Live in Rotterdam Ahoy auf der Bühne.  Beide Shows waren mit jeweils 16.000 Besuchern ausverkauft. Sie sang drei Lieder aus ihrer Teilnahme bei Beste Zangers 2015, darunter auch Just an Illusion, im Original von BZN. Mit dem weltweiten Erfolg ist Just an Illusion der bekannteste Song der Künstlerin.

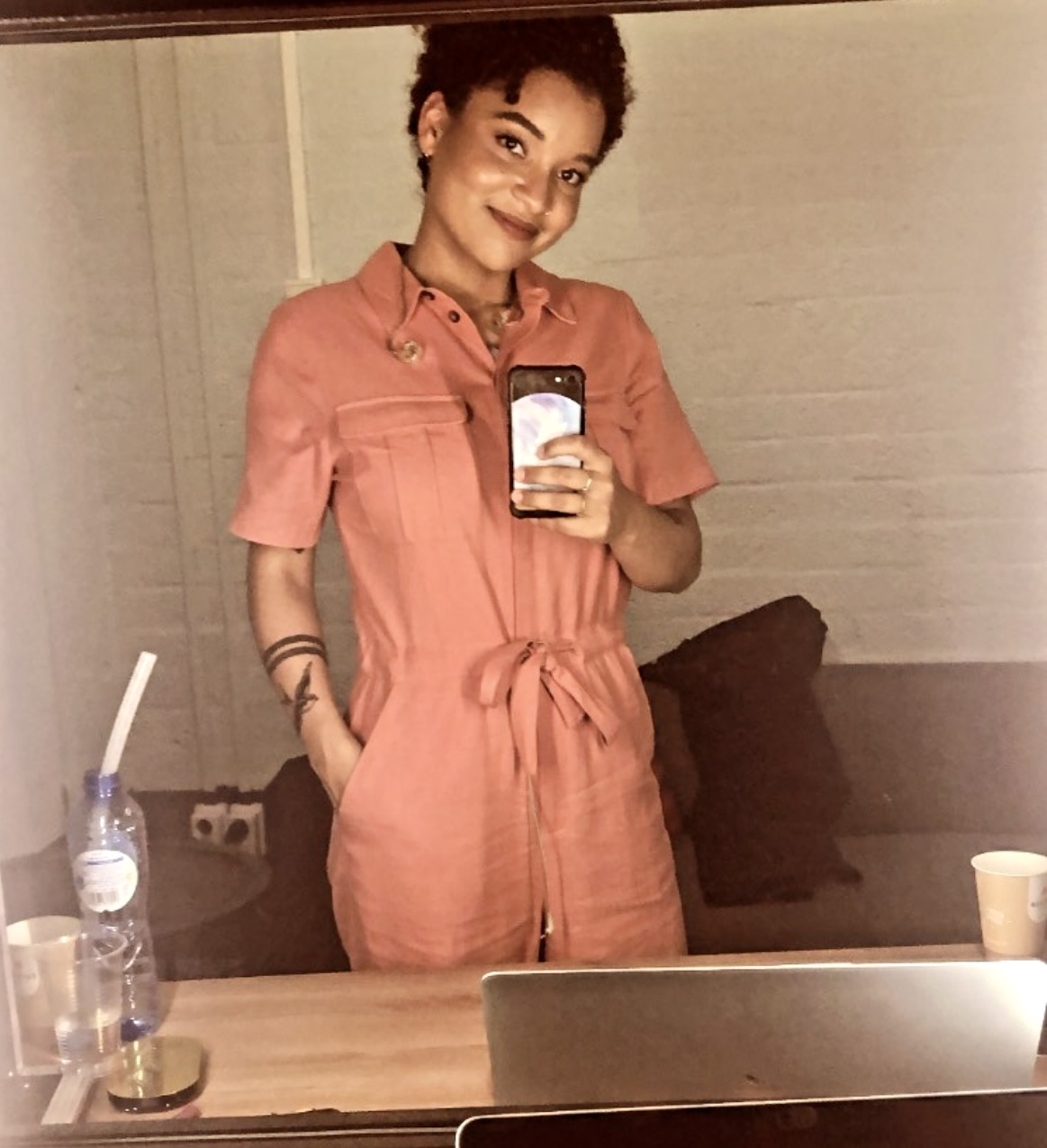
Beste Zangers Live 2022
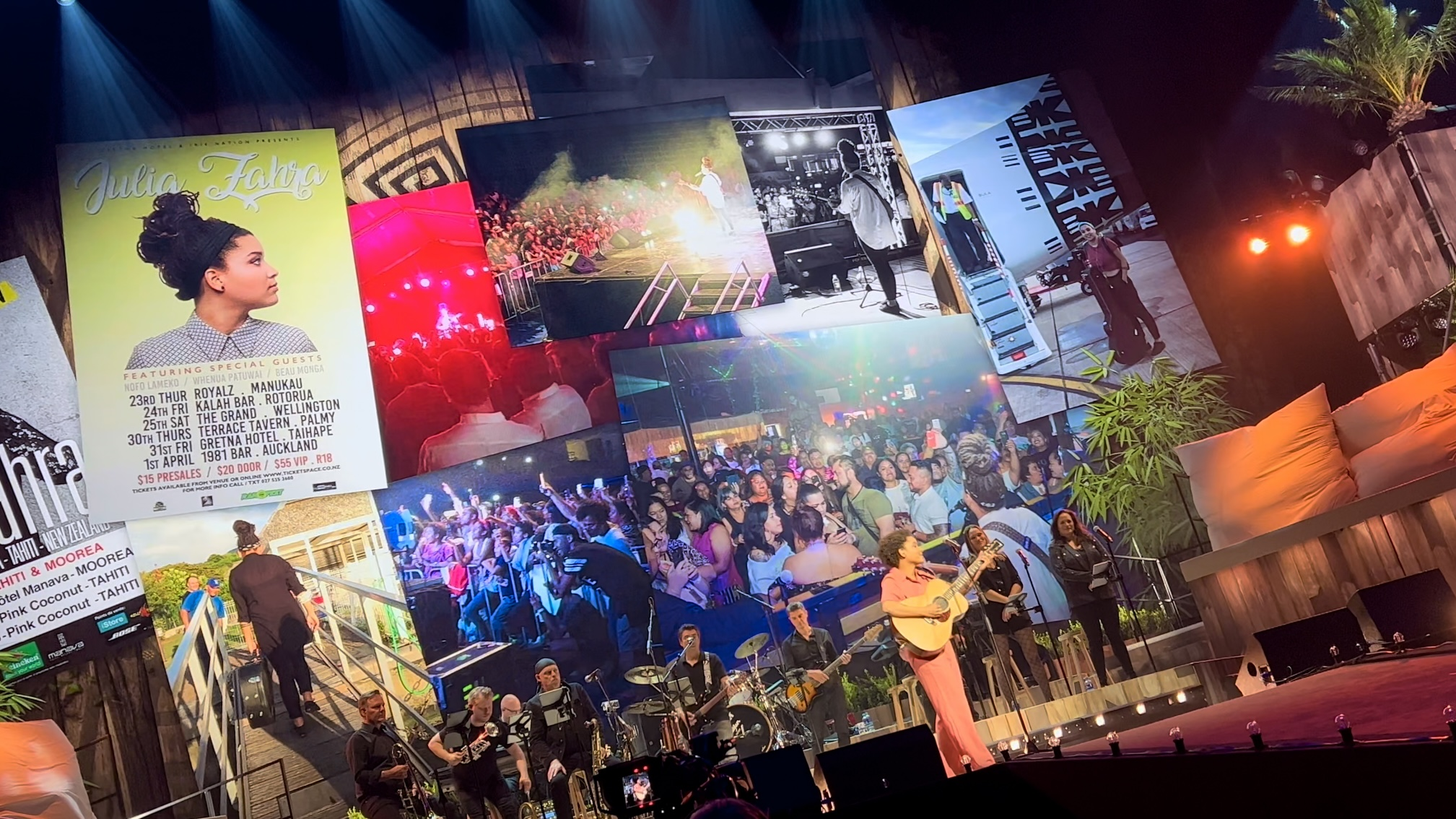
Beste Zangers Live 2022
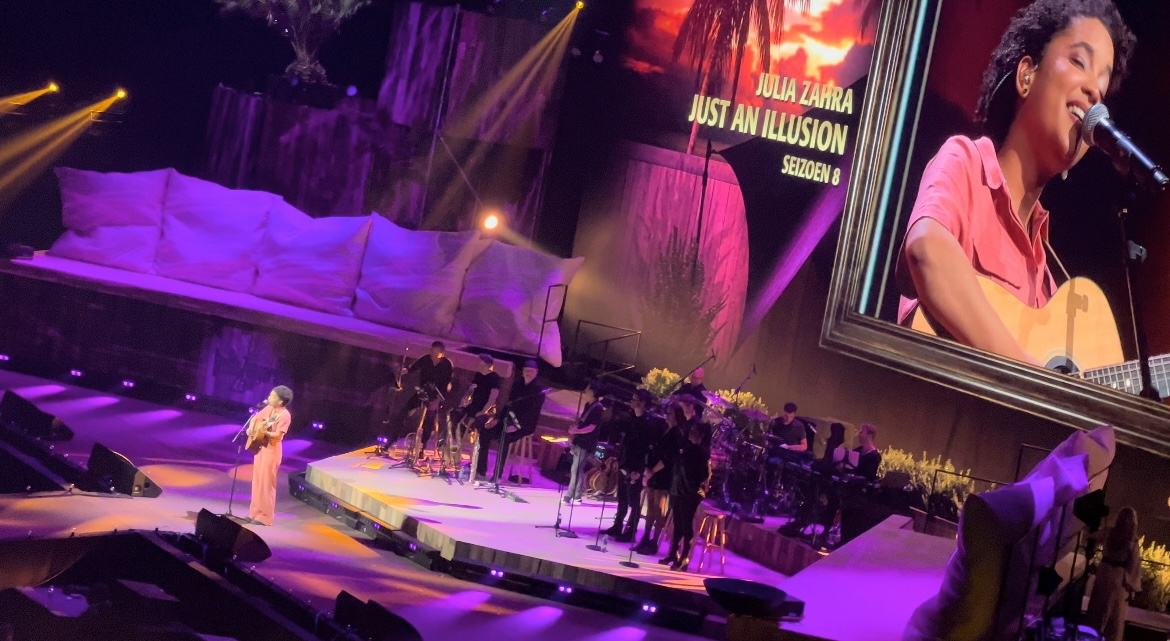
Beste Zangers Live 2022
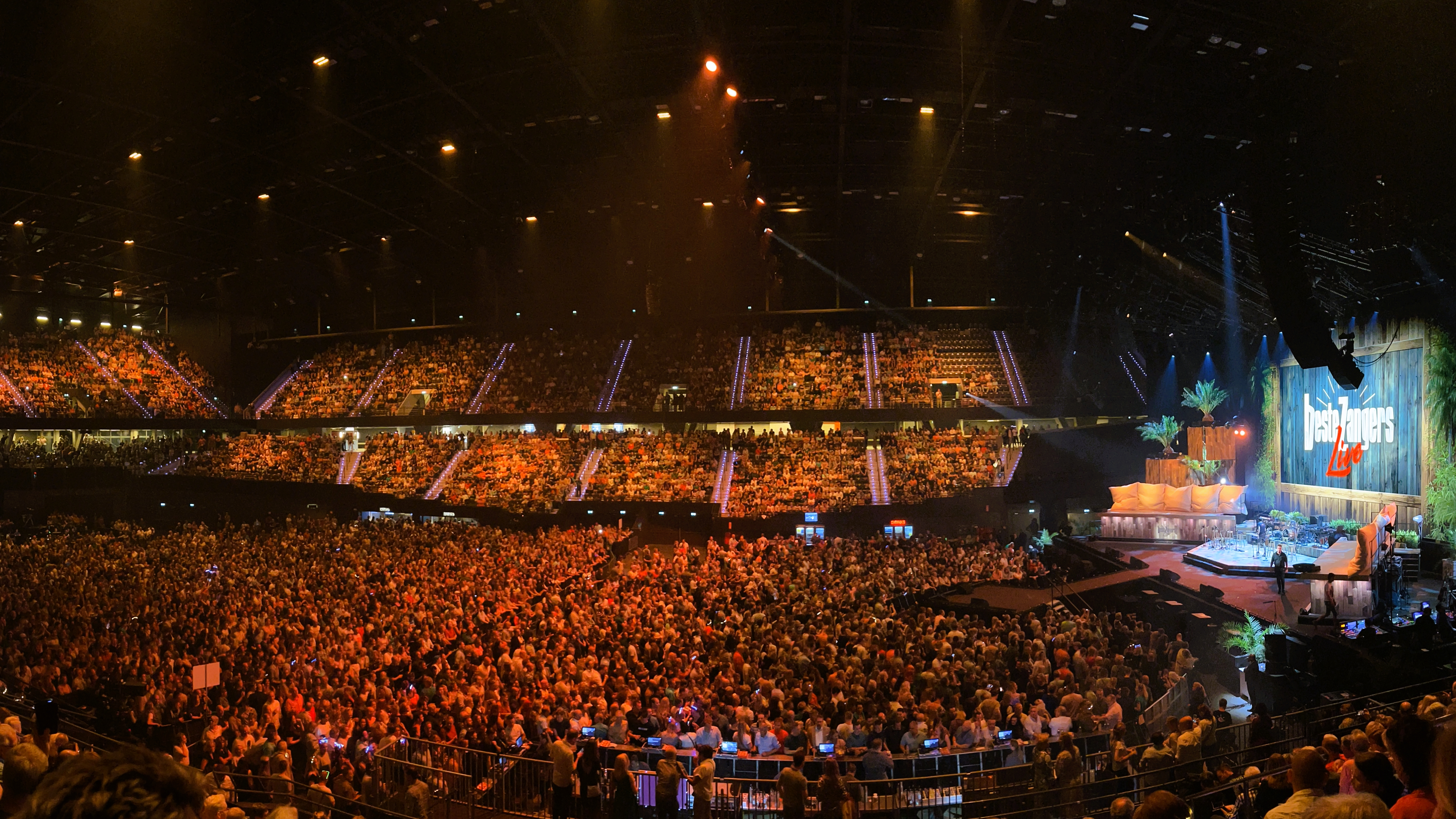
Beste Zangers Live 2022

## Weitere Remix- und Coverversionen

### Remix
- 2016 – Dj Seb Animation[8]
- 2018 – DJ Prescott[9]

### Cover
- 2016 – Lydia Taukafa[10]
- 2017 – Madeline Alicea[11]
- 2017 – Gatelanyo[12]
- 2018 – Michael Pelupessy[13]
- 2018 – Lorna[14]
- 2018 – Narola Jati[15]
- 2018 – Didini[16]
- 2019 – Aphy Jajo & Sorin Shimray[17]
- 2019 – Juanita du Plessis[18]
- 2019 – Charlène[19]
- 2020 – Manchung Shinglai[20]
- 2020 – Marie-Jeanne[21]
- 2021 – Nicola & Da Guest Band[22]
- 2021 – Karen d'Arc[23]
- 2021 – Sound of Curly[24]
- 2022 – SOPI Music[25]